# Sinal Vermelho - as Fêmeas
Sinal Vermelho - As Fêmeas é um filme brasileiro, de 1972, dirigido por Fauzi Mansur,
Foi a estreia de Vera Fischer no cinema brasileiro.

## Enredo
O presidente de uma empresa trama um assalto à sua própria firma em um golpe perfeito. Em uma casa afastada, à beira de um lago, a quadrilha se reúne após o assalto e a cobiça, o sexo e a violência dominam a cena.

## Elenco
- Vera Fischer
- David Cardoso ... Nivaldo
- Marlene França
- Roberto Bolant
- Jean Garret
- Dick Danello
- Sérgio Hingst
- Ozualdo Candeias
- Claudete Joubert
- Francisco Negrão
- Maria Viana
- Cecília Lemes